# Ragnar Olsson
Ragnar Olsson, född 10 september 1923 i S:t Matteus församling, död 27 september 2003 i Engelbrekts församling, var en svensk zoolog. Han disputerade 1958 vid Stockholms universitet där han senare blev professor i zoologi. Han blev 1976 ledamot av Vetenskapsakademien.